# Hl.-Dreieinigkeits-Kirche (Sivrihisar)

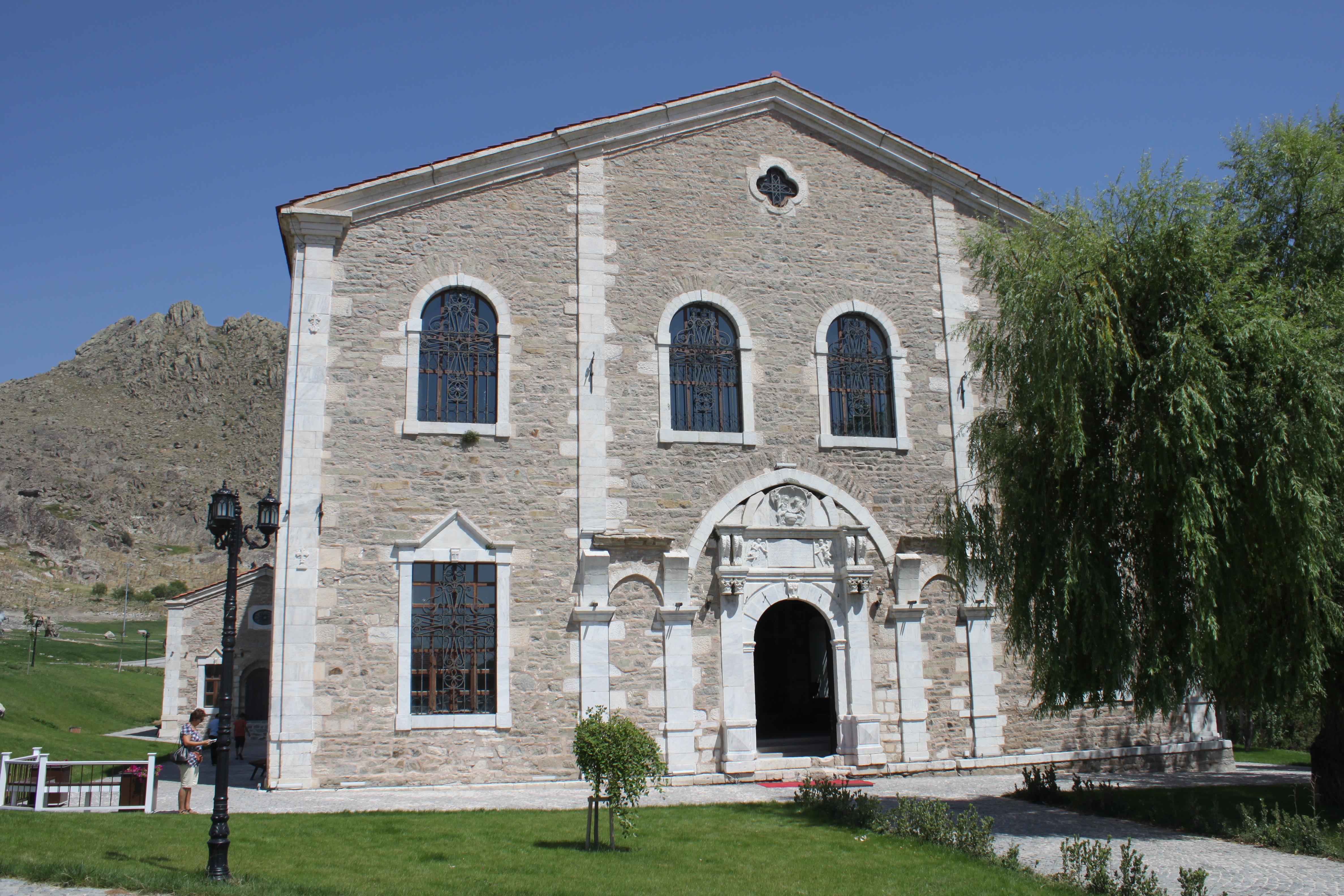
Heilige-Dreieinigkeits-Kirche, Frontseite (Westen)

Die Heilige-Dreieinigkeits-Kirche (armenisch Սուրբ Երրորդություն եկեղեցի, türkisch Surp Yerrortutyun Kilisesi) ist eine historische armenisch-apostolische Kirche in der Stadt Sivrihisar der Provinz Eskişehir.

## Geschichte
Bereits 1650 wurde eine Vorgängerkirche errichtet. Diese erwies sich als zu klein, nachdem infolge des Krimkrieges, der auch an der ostanatolischen Grenze mit Erbitterung geführt wurde, 1853/54 etwa 4500 Armenier sich in Sivrihisar niederließen. Nachdem die alte Kirche 1876 bei einem Brand schwer beschädigt worden war, wurde sie abgerissen und eine neue Kirche errichtet. Der Neubau wurde 1881 in der Zeit des Patriarchen Nerses II. vom Architekten Mintas Panoyat erbaut. Finanziert wurde sie durch Spenden der armenischen Gemeinden im Bezirk Eskişehir. Neben der Kirche wurden 1883 die Nersesyan-Schule und ein Hamam erbaut.
Über das Schicksal der armenischen Gemeinde liegen teilweise widersprüchliche und lückenhafte Nachrichten vor. 1915 war die armenische Bevölkerung im Rahmen des Deportationsgesetzes der Umsiedlung nach Syrien unterworfen, die üblicherweise als Völkermord an den Armeniern bezeichnet wird. Andererseits wird berichtet, dass die Mitglieder der armenischen Gemeinde in der Zeit nach dem Türkischen Befreiungskrieg (also nach 1923) nach Istanbul abwanderten. Die verlassene Kirche wurde geplündert und die Fresken zerstört bzw. übermalt. Das Gotteshaus wurde von da an von der Gemeinde Sivrihisar als Lagerraum benutzt. Ab den 1950er Jahren diente es als Generatorenzentrum.
1966 erfolgte ein erster Appell an das türkische Kulturministerium mit der Bitte um Restaurierung, er blieb erfolglos. Nachdem der Bürgermeister Fikret Arslan von der Republikanischen Volkspartei (CHP) sich 2003 erneut an das Kulturministerium wandte, begann 2010 die Restaurierung, die bis 2015 andauerte. Sie kostete insgesamt sechs Millionen türkische Lira. Seit der Restaurierung steht die Kirche leer (Stand 2018); geplant ist eine Nutzung als Museum und/oder Kulturzentrum.

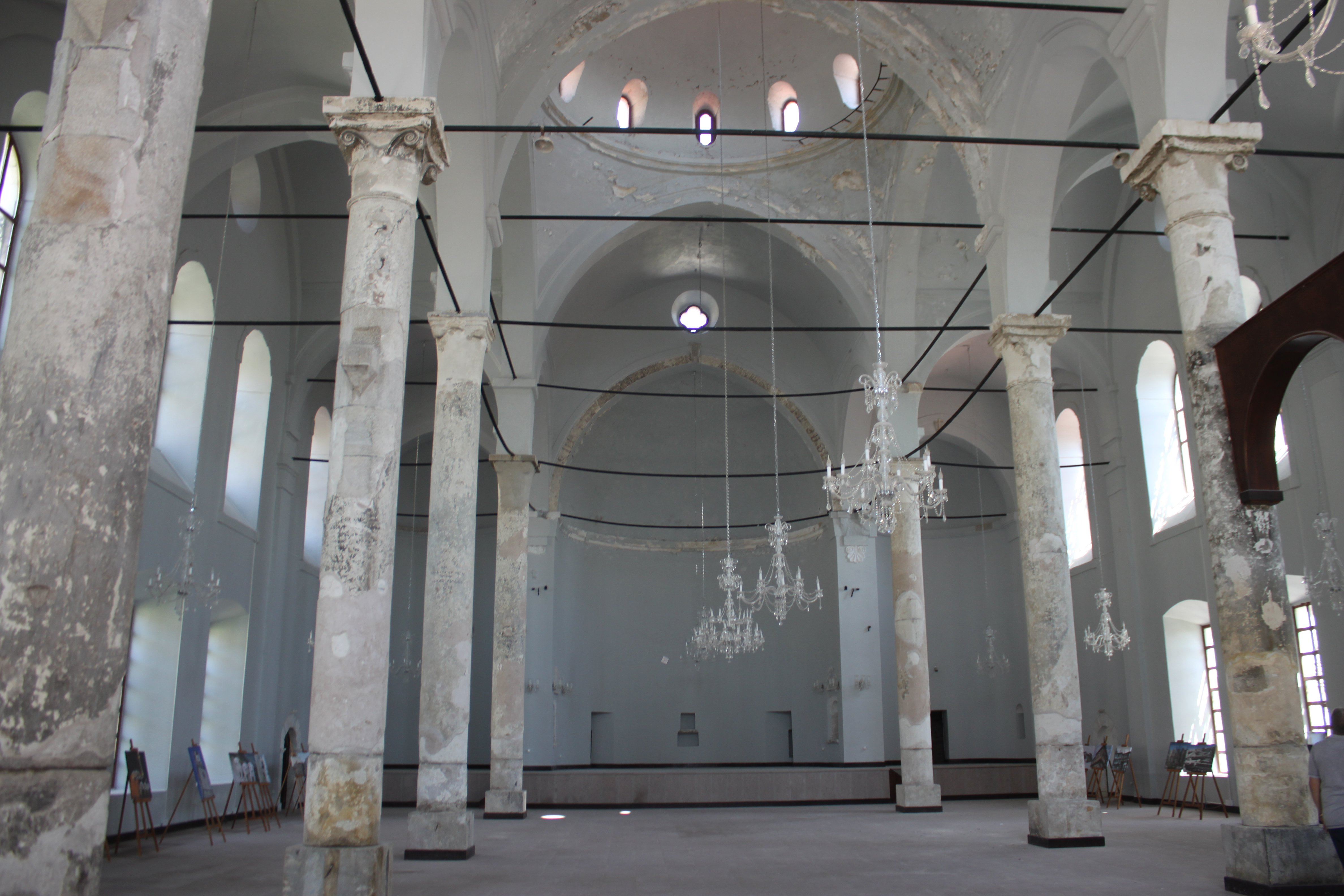
Innenraum der Heiligen-Dreieinigkeits-Kirche; Sivrihisar

## Architektur
Die Kirche hat einen nach Osten ausgerichteten kreuzförmigen Grundriss, es handelt sich um dreischiffige Basilika. In der Kreuzmitte befindet sich ein circa zwei Meter hoher Aufsatz, der von einer Kuppel im Wiegengewölbe gekrönt wird.
Die Decke besteht aus einem Tonnengewölbe mit Kreuzgewölbe und wird von acht Säulen getragen.
Am Ostende befinden sich rechts und links zwei Glockentürme, welche aber die Hauptkuppel nicht überragen. Die Mauern sind aus Bruchsteinen der Umgebung gefertigt mit Verzierungen aus weißen Marmor an den Fenstern, dem Portal und den Ecken.
Im Nordostturm befindet sich das Baptisterium mit einem teilweise erhaltenen Taufbecken. Der Innenraum im Südostturm diente als Sakristei.
Es handelt sich um eine der größten armenischen Kirchen in Zentralanatolien.

## Ausstattung
Die Kirche war ursprünglich vollständig mit Fresken ausgestattet, welche jedoch nach 1915/1923 fast vollständig zerstört wurden. Reste einer Inschrift lassen darauf schließen, dass die Fresken bis 1909 entstanden. Nur zwei Fragmente blieben erhalten: Bruchstücke eines Heiligen, der ein Buch in der Hand hält und an der Südwand der Apsis ein symmetrisches Pflanzenmuster. Abgesehen von einem an der Außenwand befindlichen Taufbecken ist die Kirche heute leer.

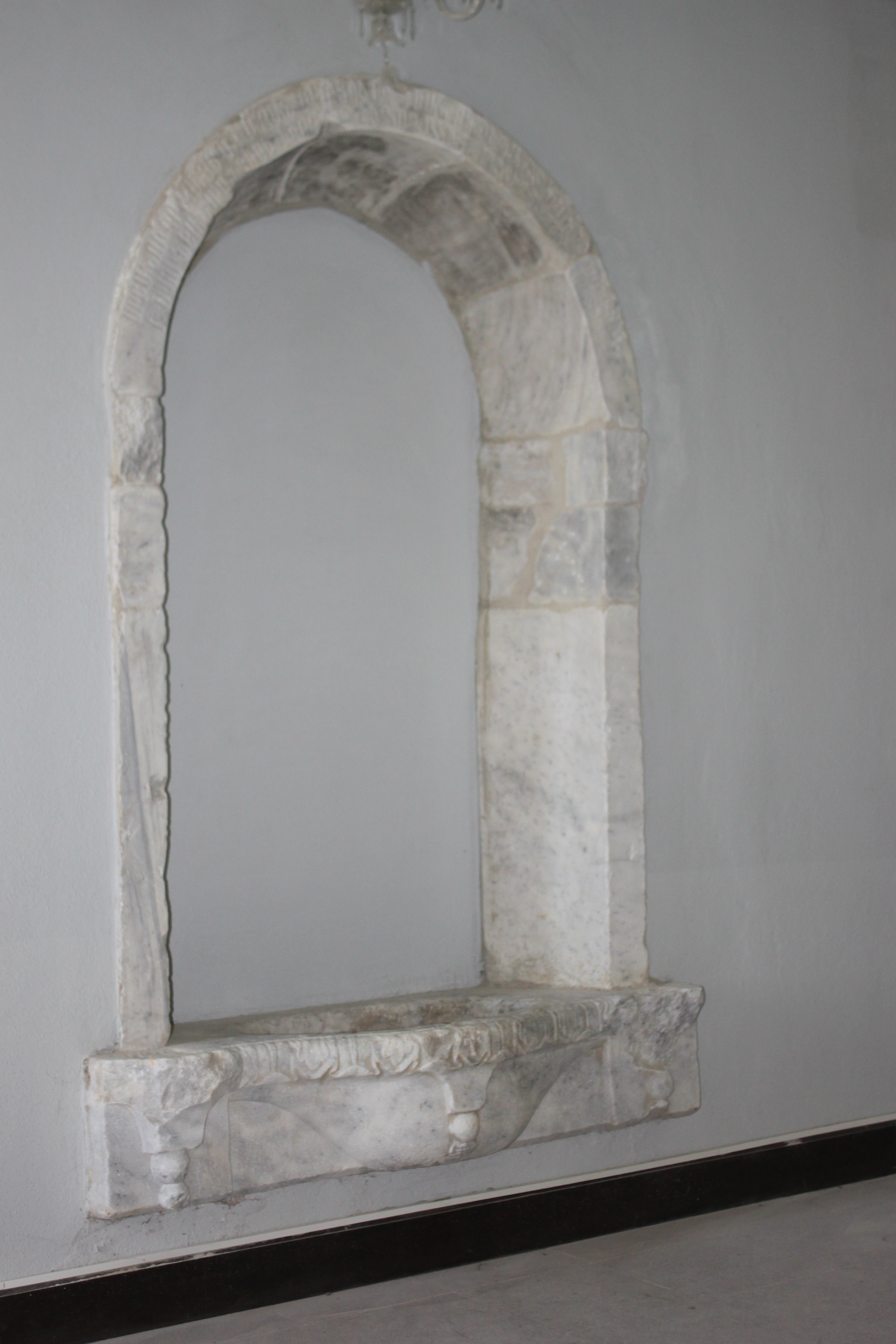
Heilige-Dreieinigkeits-Kirche, Taufbecken im Nordflügel

## Portal
Das Portal besteht aus weißem Marmor. Im Schlussbogen des Portals ist die Heilige Dreifaltigkeit dargestellt, die von zwei Engeln umrahmt wird; wobei sich Vater und Sohn auf die Welt stützen. Darunter befindet sich eine Schriftrolle mit armenischen Schriftzeichen, die von zwei Engeln gehalten wird. Die Inschrift lautet auf Deutsch:
Diese Kirche wurde mit Hilfe von Gemeindemitgliedern im Namen der Heiligen Dreifaltigkeit (armenisch: Սուրբ Երրորդություն) gebaut. Unter der Herrschaft des Patriarchen Nerses und mit Hilfe der treuen Gemeinde Sivrihisar wurde 1881 das denkwürdige Werk des Architekten Mintesh Panoyat, die Kirche der Heiligen Dreifaltigkeit, errichtet.

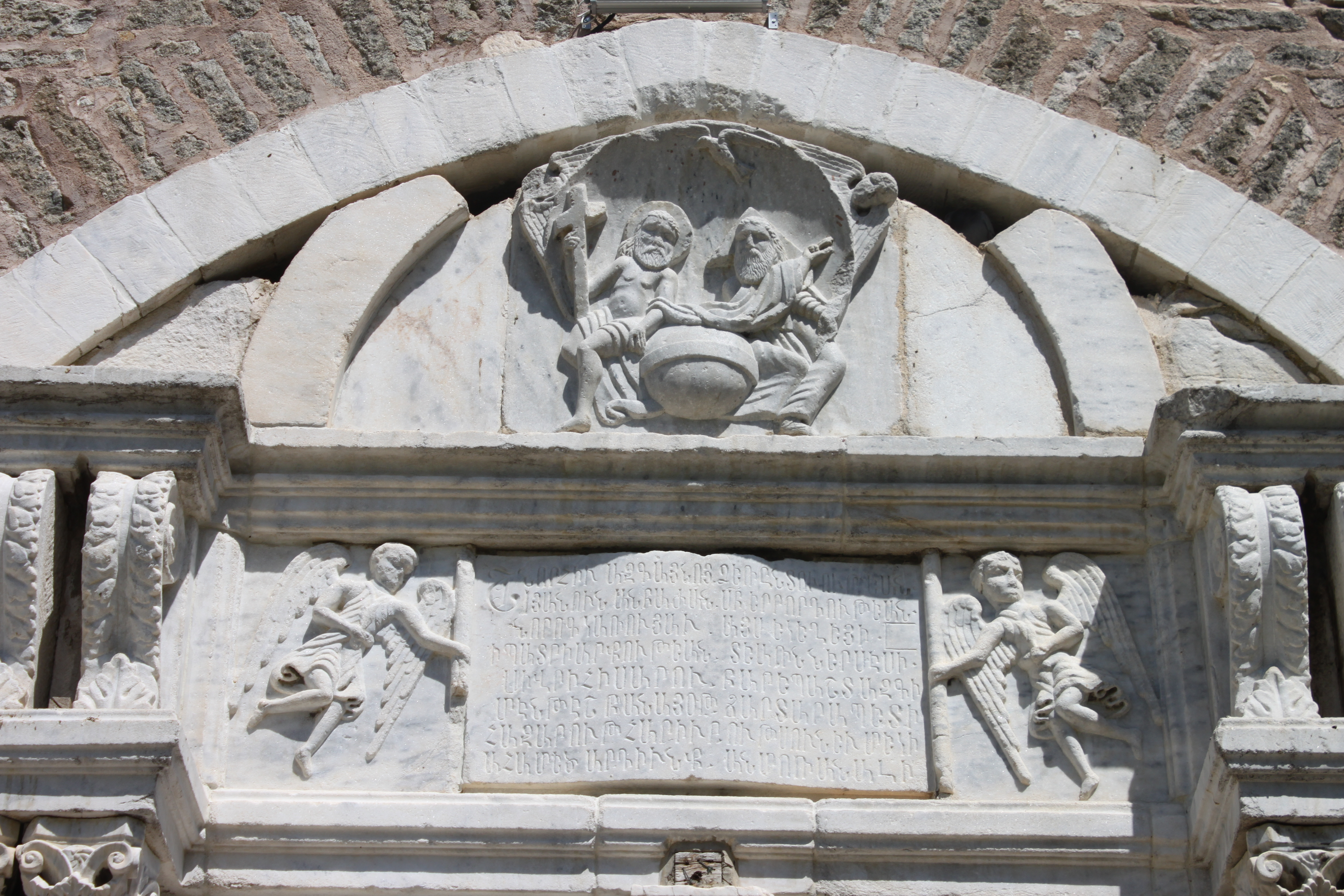
Portal der Heiligen-Dreieinigkeits-Kirche

## Quellen

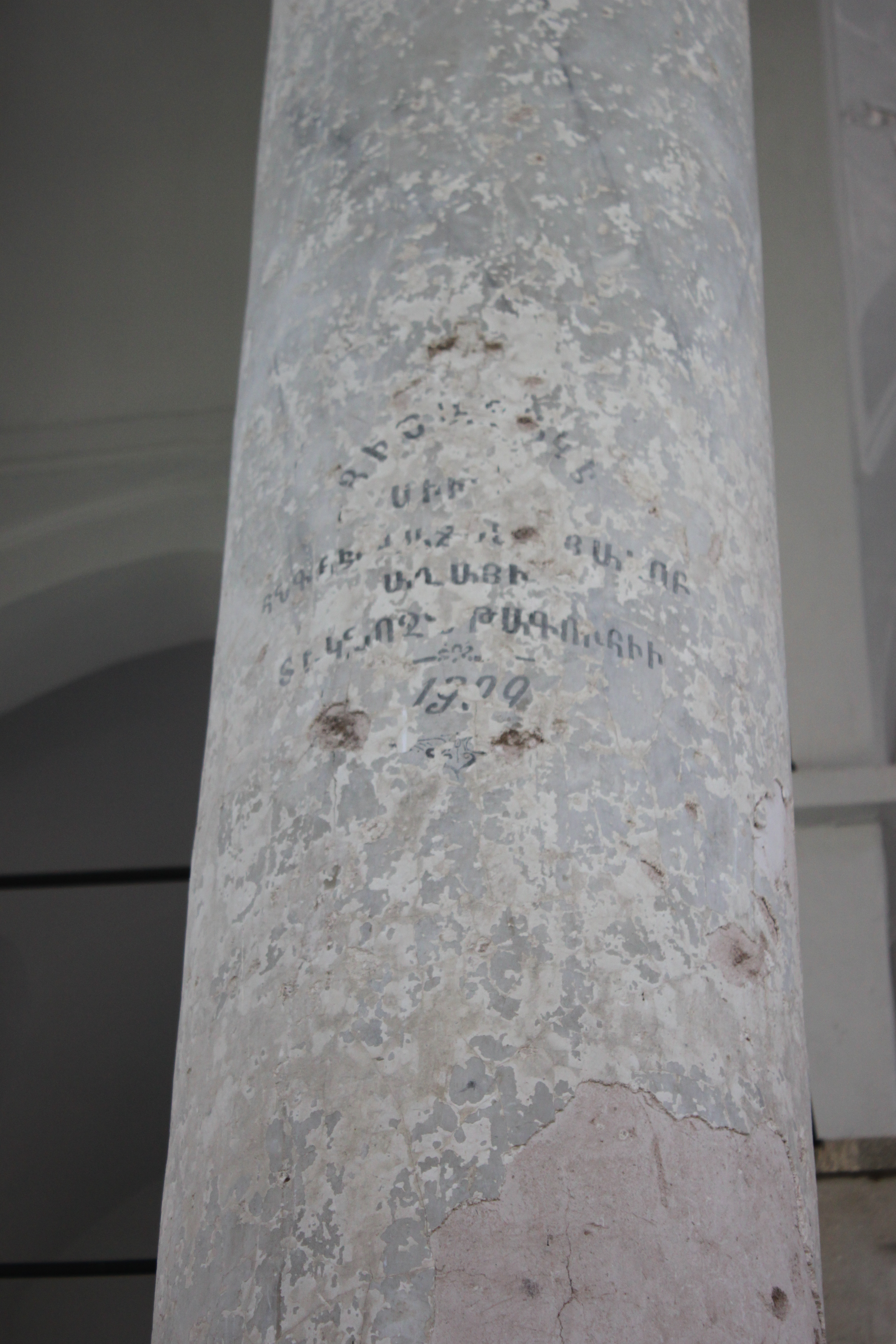
Heilige-Dreieinigkeits-Kirche, Reste der Bemalung